# Soulaures
Soulaures là một xã, nằm ở tỉnh Dordogne vùng Aquitaine của Pháp. Xã này có diện tích 10,28 km², dân số năm 2005 là 90 người. Xã nằm ở khu vực có độ cao trung bình 241 m trên mực nước biển.

## Hành chính
| Danh sách các xã trưởng                |                  |                      |      |         |
| Giai đoạn                              | Giai đoạn        | Tên                  | Đảng | Tư cách |
| 1977                                   | tháng 3 năm 2008 | Jean-Claude Valadier | -    | -       |
| tháng 3 năm 2008                       | đương nhiệm      | Laurence Pistore     | -    | -       |
| Tất cả các dữ liệu trước đây không rõ. |                  |                      |      |         |

## Thông tin nhân khẩu
| Năm    | 1962 | 1968 | 1975 | 1982 | 1990 | 1999 | 2005 |
| ------ | ---- | ---- | ---- | ---- | ---- | ---- | ---- |
| Dân số | 88   | 85   | 80   | 76   | 72   | 77   | 90   |